# Agusta-Bell AB 102
L'Agusta A102 era un elicottero leggero sviluppato come iniziativa privata dell'Agusta nel 1959; venne presentato con finte insegne dell'Aeronautica Militare al Salone internazionale dell'aeronautica di Parigi-Le Bourget. In seguito vennero prodotti alcuni esemplari, venduti a compagnie private italiane, tra cui la Elivie, che lo utilizzò per collegamenti tra il centro di Torino e gli aeroporti di Milano. Ben presto questo modello divenne superato dall'avvento dei motori a turbina.

## Tecnica

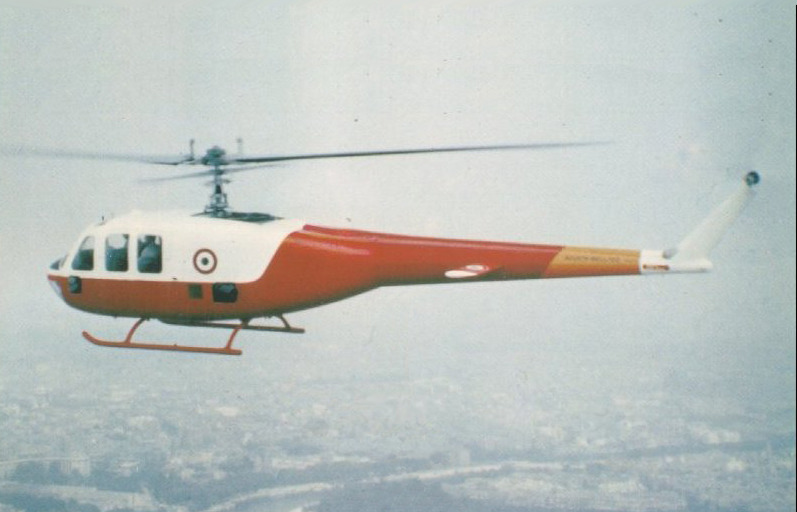
l'elicottero ripreso in volo.

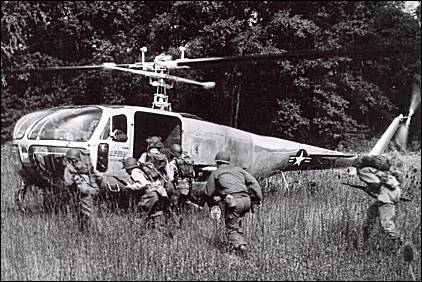
Il Bell 48 costruito in 13 esemplari prima della cancellazione del programma.

L'elicottero era derivato dal Bell 47, già prodotto su licenza dalla Agusta, e, ancora di più dal progetto poi cancellato Bell 48 del quale riprendeva la meccanica, il motore Pratt & Whitney R-1340 a pistoni e la trasmissione, mentre la fusoliera era stata completamente riprogettata. Montava un rotore a due pale con barra stabilizzatrice ed un rotore anticoppia. Il carrello quadriciclo del Bell era stato sostituito da pattini tubolari sotto la fusoliera ed un pattino in coda. La fusoliera nella parte della cabina era larga 2,7 m e poteva ospitare, nelle diverse configurazioni, sedili per 8 passeggeri, oppure 4 barelle, oppure ancora essere utilizzata come vano di carico.